# Paluda flaveola
Paluda flaveola är en insektsart som beskrevs av Karl Henrik Boheman 1845. Paluda flaveola ingår i släktet Paluda och familjen dvärgstritar. Arten är reproducerande i Sverige. Inga underarter finns listade i Catalogue of Life.